# 1-й Волковский мост
1-й Волковский мост — пешеходный металлический балочный мост через Волковку во Фрунзенском районе Санкт-Петербурга. Расположен в створе Средней улицы, ведёт к боковому входу на Волковское кладбище. Выше по течению находится Касимовский мост, ниже — Старообрядческий мост. Ближайшая станция метрополитена — «Волковская».

## Название
Название моста известно с 1950-х годов, когда существовавшие в то время безымянные мосты через Волковку были пронумерованы против течения, и мост стал называться 1-м Волковским.

## История
Деревянный пешеходный балочный мост был построен в начале XX века. В 1960-х годах деревянные прогоны были заменены металлическими балками. Существующий металлический мост был построен в 1995 году по проекту инженера В. И. Фельдмана.

## Конструкция
Мост трёхпролетный металлический, балочно-разрезной системы. Пролётное строение состоит из металлических сварных балок постоянной высоты по которым уложена ортотропная плита. Устои и промежуточные опоры из металлических свай, заполненных бетоном. Перильное ограждение металлическое, простого рисунка. Входы на мост оформлены бетонными лестничными сходами. Длина моста составляет 27,5 м, ширина — 2,1 м.